# Castiglione della Valle (Umbrien)
Castiglione della Valle ist eine Fraktion (italienisch frazione) von Marsciano in der Provinz Perugia, Region Umbrien in Italien.

## Geografie
Der Ort liegt etwa 14 km nordwestlich des Hauptortes Marsciano und etwa 15 km südwestlich der Provinz- und Regionalhauptstadt Perugia. Der Ort liegt bei 212 m s.l.m. und hatte 2001 etwa 470 Einwohner. Kurz südlich des Ortes verläuft der Fluss Nestore, kurz östlich sein linker Zufluss Caina, der etwa 2 km südlich von Castiglione della Valle bei dem Ortsteil Pieve Caina (ebenfalls Marsciano) in den Nestore eintritt. Der Trasimenosee liegt etwa 10 km westlich, der Lago di Pietrafitta (Gemeinde Piegaro) etwa 4 km südwestlich. Im Norden und Westen grenzt der Ort an das Gemeindegebiet von Perugia, im Südwesten an Pietrafitta (Piegaro), im Süden an Pieva Caina und im Osten an San Biagio della Valle (beide Marsciano).

## Geschichte
Erstmals erwähnt wurde die Burg 1163 in einem Dokument von Friedrich Barbarossa. Hier wurden die teilweisen Besitzrechte des Klosters San Pietro in Perugia an dem Ort bestätigt. Mehrmals wurde der Ort von Braccio da Montone (Braccio Fortebracci), hier im Konflikt mit Perugia, zwischen 1411 und 1416 angegriffen und besetzt.

## Sehenswürdigkeiten

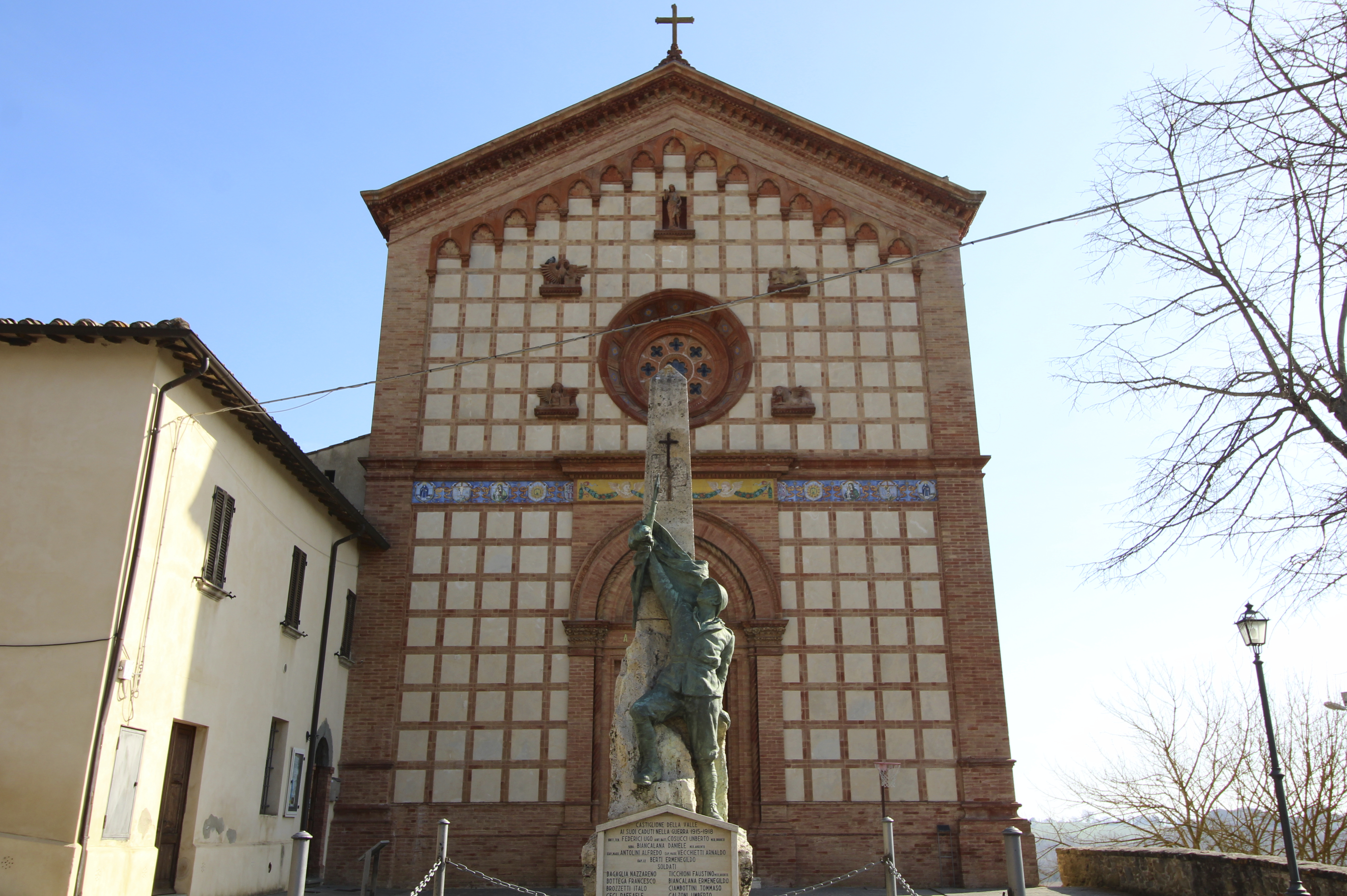
Die Kirche San Giovanni Battista mit dem Gefallenendenkmal

- San Giovanni Battista, Kirche im Ortskern, die vor 1163 entstand und zu dieser Zeit zu dem Kloster San Pietro in Perugia gehörte, wie aus einem Dokument von Friedrich Barbarossa hervorgeht.[2] Von 1890 bis 1893 wurde das Gebäude durch Nazzareno Biscarini[3] neu errichtet und am 23. Juli 1893 durch den Erzbischof von Perugia, Federico Pietro Foschi, geweiht. Die Fassade wurde 1920 durch den Architekten Vignaroli fertiggestellt, 2004 wurde sie restauriert.[4]
- Madonna del Fosso, Kapelle unterhalb des Ortes, die vor dem 15. Jahrhundert entstand. Enthält Fresken aus dem 15. Jahrhundert, die Benedetto Bonfigli zugeschrieben werden, und Fresken aus dem 16. Jahrhundert, die aus dem Umfeld des Perugino stammen. Das Fresko Madonna dei Miracoli aus dem Umfeld des Bonfigli wurde 1531 fast um die Hälfte beschnitten, um es an die Wand des Hochaltars anzupassen. 1928 wurde die Kirche von der faschistischen Partei umfunktioniert zu einem Theater und Kino. Enthält einen Stein mit der Aufschrift XD 1816 RISTAURATA, der die Restaurierung von 1816 dokumentiert.[5]
- Castello di Monticelli, Burg aus dem 12. Jahrhundert in der Località Monticello.[3]
- Santi Pietro e Ubaldo, Kirche in der Località Monticello, die ab dem 12. Jahrhundert erwähnt wurde. 1115 gehörte sie zum Kloster San Pietro in Perugia. Von der ursprünglichen Kirche ist heute nur noch die Sakristei vorhanden, die Fresken von Meo da Siena[3] (auch Meo da Siena oder Meo di Guido da Siena) enthält.[6]

Bilder von Castiglione della Valle
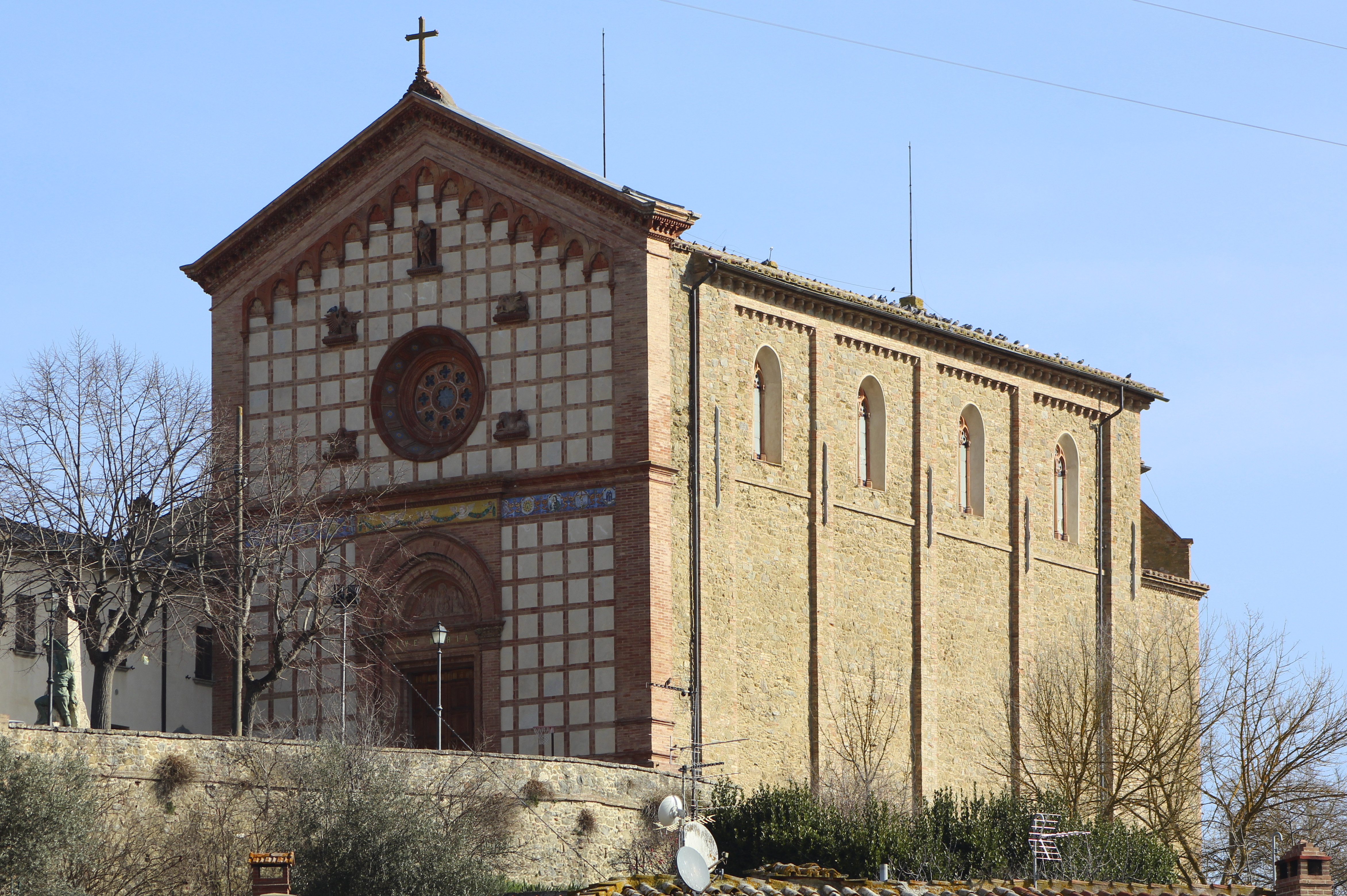
Die Kirche San Giovanni Battista
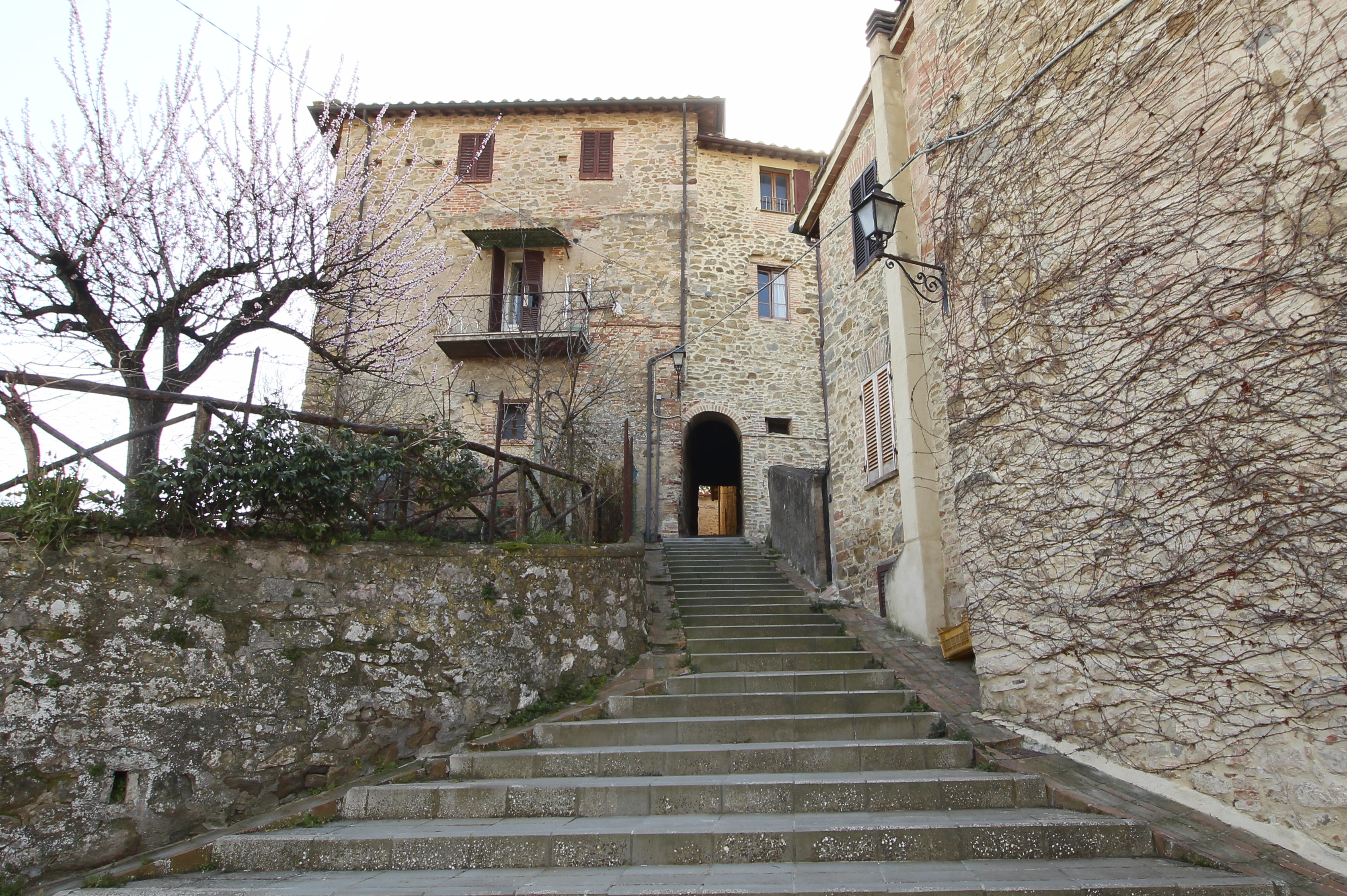
Zugang zur Burg
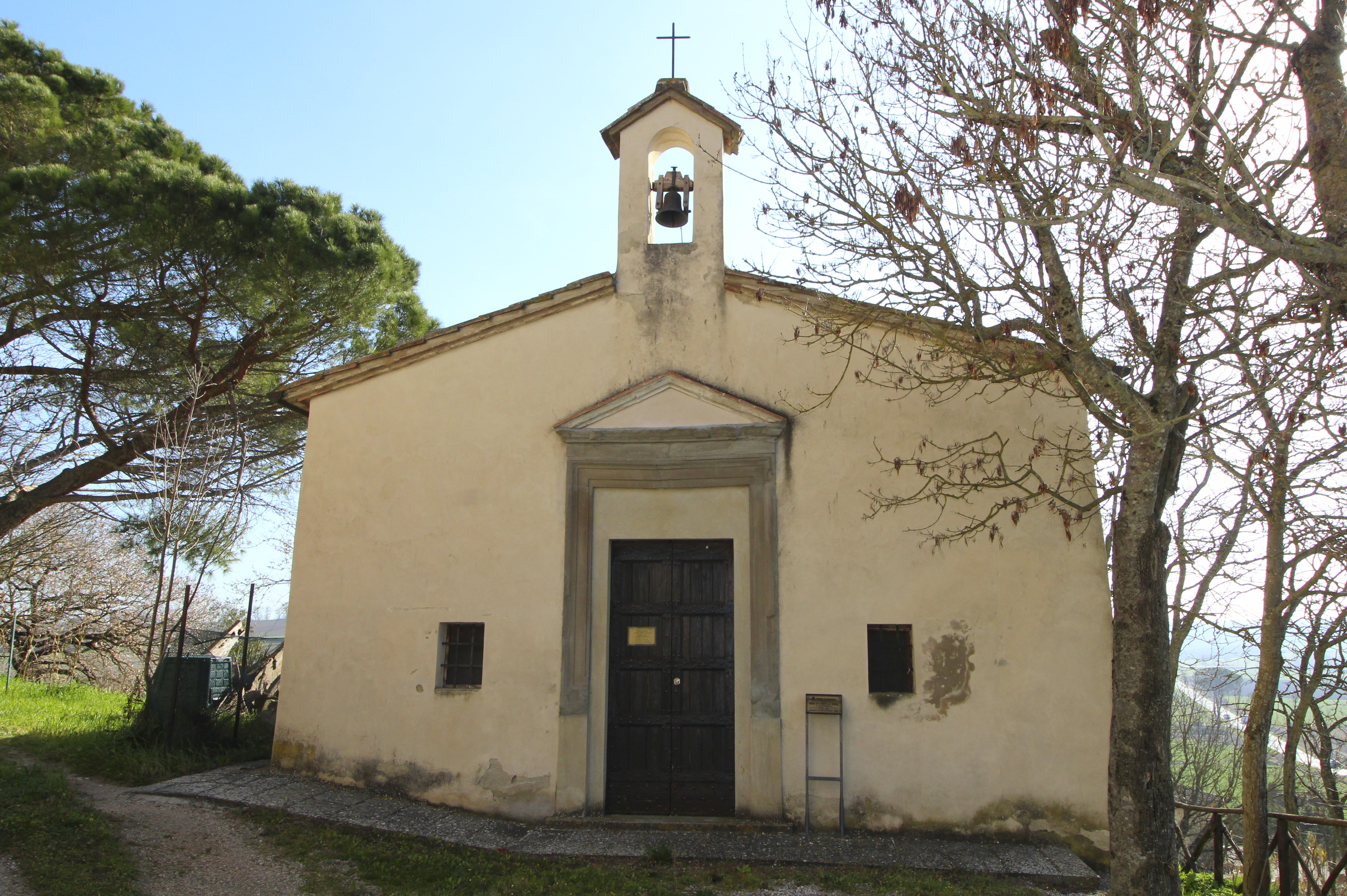
Kirche Santi Pietro e Ubaldo a Monticelli